# Nagyvenyim
Nagyvenyim é um município da Hungria, situado no condado de Fejér. Tem 43,68 km² de área e sua população em 2015 foi estimada em 4.024 habitantes.